# استپ آپ ۲: خیابان‌ها
استپ آپ ۲: خیابان‌ها (انگلیسی: Step Up 2: The Streets) فیلمی در ژانر رمانتیک، موزیکال، و درام به کارگردانی جان ام. چو است که در سال ۲۰۰۸ منتشر شد.

## بازیگران
- بریانا اویگان
- رابرت هافمن
- آدام جی. سوانی
- ویل کمپ
- کیسی ونتورا
- چنینگ تیتوم
- هری شام جونیور
- سونیا سن